# 1001 халби
„1001 халби“ е първият и единствен вестник в България, който е посветен на бирата. Започва да се издава през октомври 1991 г. в Шумен – нулев брой на 5 октомври, а първи брой – през ноември същата година, под редакторството на журналиста Стефан Бобчев и със спонсорството на директора на пивоварна „Шуменско пиво“ инж. Христо Христов. Издаван е и с помощта на пиар експерта Максим Бехар. По-късно вестник „1001 халби“ става рекламно издание на всички български пивоварни – до тяхната постепенна приватизация. В излезлите 30 броя на „бирения вестник“ е събрана цялата история на българското пивоварство до 1992 г. Вестникът има броеве в Народната библиотека.